# Lortias e Montbrun
Lortias e Montbrun (en francès Lourties-Monbrun) és un municipi francès situat al departament del Gers i a la regió d'Occitània.

## Geografia

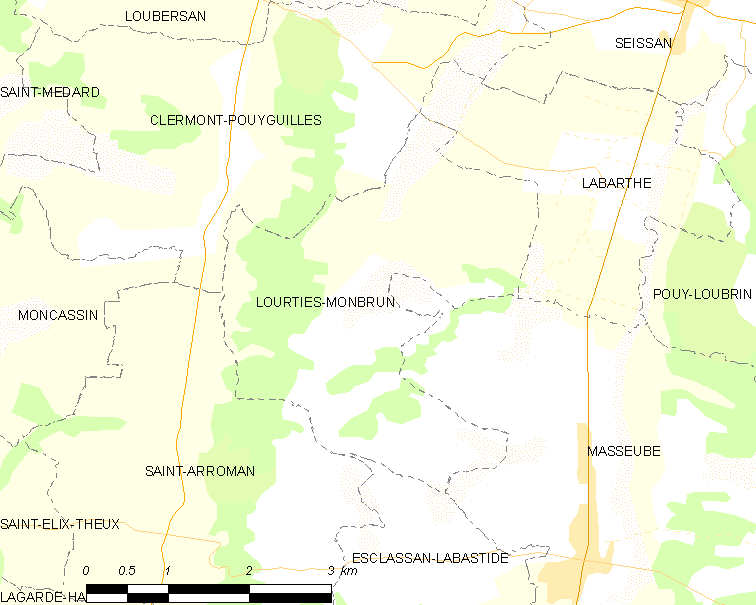
Mapa de la comuna de Lortias e Montbrun

## Administració
| Període | Identitat   | Partit |
| ------- | ----------- | ------ |
| 2001-   | Guy Messine | PS     |

## Demografia
| 1962                                       | 1968 | 1975 | 1982 | 1990 | 1999 | 2006 |
| ------------------------------------------ | ---- | ---- | ---- | ---- | ---- | ---- |
| 91                                         | 61   | 50   | 93   | 102  | 108  | 124  |
| Des de 1962: població sense dobles comptes |      |      |      |      |      |      |